# Impériale Murat
Impériale Murat es el nombre de una variedad cultivar de ciruela (Prunus domestica). 
Una variedad de ciruela antigua, que se encuentra relacionada con la variedad 'Prune d'Ente'.
Fruta de calibre grande a muy grande, con color de piel rojo púrpura que deja entrever alguna zona con el color de fondo amarillo, presenta algunas manchas aleatorias de "ruginoso"/"russetting", recubierta de una ligera pruina, violácea, y pulpa de color verde amarillento o amarillo ámbar transparente, textura semi blanda, algo crujiente, medianamente jugosa, y de un sabor dulce.

## Sinonimia
- "Prune d'Ente".[3]

## Historia
'Impériale Murat', variedad de ciruela que se encuentra relacionada con la variedad 'Prune d'Ente', cuyos orígenes ancestrales se encuentran en la región del Caucaso Los monjes benedictinos de la Abadía de Clairac (Lot-et-Garonne), trajeron las semillas de los ciruelos que conocemos actualmente en esta zona a su vuelta de las cruzadas en el siglo XII. El origen del nombre "Prune d'Enter" por el que se conoce en la zona, deriva de la antigua palabra francesa "Enter" que significa "injertar", ya que los monjes hacían injertos en sus árboles para aumentar su producción frutícola.
A lo largo de los años de cultivo se han ido diferenciando diversas variedades de 'Prune d'Ente', entre ellas 'Impériale Murat'.

## Características
'Impériale Murat' árbol de crecimiento erecto, bastante vigoroso, autofértil. Tiene un tiempo de floración que comienza a partir del 16 de abril con el 10% de floración, para el 20 de abril tiene una floración completa (80%), y para el 3 de mayo tiene un 90% caída de pétalos.
'Impériale Murat' tiene una talla de fruto grande a muy grande con peso promedio de 59 gr, y de forma oblongo, a menudo asimétrico; epidermis tiene una piel relativamente gruesa rojo púrpura que deja entrever alguna zona con el color de fondo amarillo, presenta algunas manchas aleatorias de "ruginoso"/"russetting", recubierta de una ligera pruina, violácea; sutura con línea poco visible, de color violeta rojizo, como transparente, superficial en toda su extensión excepto en el polo pistilar donde forma un pequeño y suave surco, en algunos casos la sutura está hendida junto al punto pistilar; pedúnculo medio y fino, con una longitud promedio de 15.59 mm, con la cavidad peduncular estrechísima, casi superficial, muy poco rebajada en la sutura y más baja en el lado opuesto; pulpa de color verde amarillento o amarillo ámbar transparente, textura semi blanda, algo crujiente, medianamente jugosa, y de un sabor dulce.
Tiempo de maduración y de cosecha a principios del mes de agosto. Resistencia media a monilia. Fruto no apto para secado debido a su talla muy grande.